# Crassula alcicornis
Crassula alcicornis är en fetbladsväxtart som beskrevs av Schönl.. Crassula alcicornis ingår i släktet krassulor, och familjen fetbladsväxter. Inga underarter finns listade i Catalogue of Life.